# Запечатленный ангел
«Запечатленный ангел» — рождественский рассказ Николая Лескова, написанный в 1872 и впервые опубликованный в 1873 году.

## Название
В названии повести обыгрывается многозначность слова «запечатленный», причём основное значение — производная от «запеча́тывать» — накладывать печать. Ангел на иконе по сюжету был опечатан сургучной арестантской печатью. Раскрытие символического смысла названия автор вложил в уста персонажа — старца Памвы: «Ангел в душе живёт, но запечатлен, а любовь освободит его».

## История написания
По утверждению биографа, сына Николая Лескова — Алексея, повесть стала результатом интереса автора к иконописи. В то же время Лесков публикует научные исследования («Об адописных иконах»: «Русский мир» № 192 24 июля 1873; «О русской иконописи»: «Русский мир» № 254, 26 сентября 1873). В повести использован большой объём информации, связанной с иконами. Иконопись в это время находилась в состоянии упадка, поддерживаясь, практически, исключительно в старообрядческой среде. Лесков был одним из первых авторов, обративших внимание на иконопись, чем предвосхитил последующее так называемое «открытие иконы».
Первоначально повесть была предложена в журнал С. А. Юрьева «Беседа», но не была принята издателем. Первая публикация состоялась в журнале «Русский вестник» (№ 1 за 1873 год). Концовка произведения была изменена по требованию издателя «Русского вестника» М. Н. Каткова на более «нравоучительную»: старообрядцы признают господство «правящей церкви» и присоединяются к ней.
Повесть писалась в течение полугода. Автор получил за неё гонорар в размере пятисот рублей:

…вытачивать «Ангелов» по полугода да за 500 р. продавать их — сил не хватает, а условия рынка Вы знаете, как и условия жизни…— Н. Лесков. Собрание сочинений. т. 10, с. 360.

## Сюжет
Святыня старообрядческой общины мастеров-каменщиков, работающих на строительстве моста, икона ангела-хранителя строгановских писем была «запеча́тлена» чиновниками и отобрана в «новообрядческий» монастырь. Старообрядцы подменили икону копией, написанной специально приглашённым иконописцем. Для этого один из староверов прошёл с одного берега реки на другой по цепям недостроенного моста во время бурного ледохода.

## Основные персонажи
- Марк Александров — рассказчик, от лица которого ведётся история. Бывший старообрядец, примкнувший к «новообрядной» церкви.
- Лука Кирилов — глава артели каменщиков и старообрядческой общины, владелец походной церкви и главной святыни общины — иконы ангела-хранителя. Переходит Днепр по цепям недостроенного моста.
- Пимен Иванов — отрицательный персонаж, посланник староверческой общины с мелкими хозяйственными поручениями «в мир»; бахвальство Пимена перед «мирскими» приводит к разорению общины властями и конфискации чтимой иконы.
- «Барынька» — жена местного крупного чиновника, из любопытства и суеверия интересующаяся старообрядцами. Её вмешательством вызван разгром общины властями.
- Левонтий — семнадцатилетний старообрядец, напарник Марка по поискам иконописца. После встречи со старцем Памвой присоединяется к «новообрядной» церкви и умирает.
- Памва — монах-отшельник «правящей» церкви, идеал смирения, беззавистности и безгневности. Считается, что прототипом Памвы мог быть Серафим Саровский.
- Севастьян — иконописец, вызванный старообрядцами для написания копии арестованной иконы. Пишет в строгановской манере «мелочным письмом». Из морально-религиозных принципов, согласно постановлениям «Стоглава», отказывается писать портрет живого человека. В то же время, очевидно, знако́м со способами контрафакции икон. Прототипом Севастьяна был Никита Севастьянович Рачейсков (умер в 1886 году), которого Лесков считал одним из лучших иконописцев России. После смерти Рачейскова Лесков пишет посвящённую ему статью («О художном муже Никите и совоспитанных ему», 1886).
- Яков Яковлевич — английский инженер, руководитель работ по строительству моста. С интересом и участием относится к работникам-старообрядцам, по возможности помогает осуществлению их планов по «вызволению» иконы. Прототип персонажа — Виньоль Чарльз Блэкер, действительно руководивший строительством моста через Днепр в Киеве.
- Марой — пожилой неграмотный умственно отсталый кузнец. В случае неудачи подмены иконы копией должен был изображать грабителя, сознательно идти на наказание.

## Интересные факты
- По утверждению автора («Печерские антики», 1883), случай, подобный описываемому, действительно имел место при возведении (1848—1853 годы) «Цепного» моста через Днепр в Киеве под руководством английского инженера Чарльза Блэкера Виньоля. Калужский каменщик во время Пасхи перешёл по цепям недостроенного моста с киевского берега на черниговский, но, в отличие от сюжета повести, не за иконой, а за водкой, которая там продавалась дешевле, и успешно вернулся обратно.

- Описанная в произведении иконографическая композиция «Доброчадие» (четырёхчастная икона, составленная из композиций, изображающих рождества: Рождество Иоанна Предтечи, Рождество Богородицы, Рождество Христово, Рождество Николы Чудотворца), документально не зафиксированная до публикации повести и предположительно являющаяся выдумкой автора, после публикации получает значительную популярность.

## Критика
Литературная критика 1870-х годов встретила повесть в целом положительно, однако концовка произведения осуждалась многими авторами, в частности Ф. Достоевским. Основной претензией к окончанию была его немотивированность, концовка называлась «водевильно-комической» и неправдоподобной.

## Культурное влияние
- В 1988 году Р. К. Щедрин по мотивам повести создал одноимённую музыкальную драму в девяти частях для смешанного хора а капелла.

## Публикации
- 17 января 1873 года: «Русский вестник» № 1 за 1873 — первая публикация
- 1874 год: сборник Н. С. Лесков. «Запечатленный ангел. Монашеские острова на Ладожском озере», СПб., 1874.
- декабрь 1887 года: «Повести и рассказы Н. С. Лескова», кн. III, СПб., 1877
- 1957 год: Н. С. Лесков. Собрание сочинений в 11 томах. М.: Государственное издательство художественной литературы, 1957. Т. 4
- 1973 год: Н. С. Лесков. Собрание сочинений в шести томах. Издательство «Правда», Москва. 1973. Т. 2. Соборяне. Запечатленный ангел.
- 1981 год: Н. С. Лесков. Собрание сочинений в 5 томах. М.: Правда, 1981, Т. 1. Соборяне. Запечатленный ангел. На краю света
- 1989 год: Н. С. Лесков. Собрание сочинений в 12 томах. М.: Библиотека «Огонёк», 1989, Т. 1. Соборяне. На краю света. Запечатленный ангел
- 1995 год: Наш девятнадцатый век. В 2 томах. М.: Центр, 1995, Т. 2. ISBN 5-87667-005-7, ISBN 5-87667-002-2
- 2001 год: Н. С. Лесков. Рассказы. М.: Азбука-Классика, 2001. ISBN 2-87714-273-6
- 2004 год:
  - Н. С. Лесков. На краю света. М.: Издательство Сретенского монастыря, 2004. ISBN 5-7533-0278-5
  - Н. С. Лесков. Левша. М.: АСТ, 2004. ISBN 5-17-014103-3
- 2005 год: Н. С. Лесков. Очарованный странник. М.: Даръ, 2005. ISBN 5-485-00029-0
- 2006 год:
  - Н. С. Лесков. Левша. М.: Астрель, АСТ, 2006. ISBN 5-17-033093-6, ISBN 5-271-12521-1, ISBN 985-13-6761-3
  - Н. С. Лесков. Очарованный странник. М.: АСТ, Астрель, Хранитель, 2006. ISBN 5-17-035040-6, ISBN 5-271-14769-X, ISBN 5-9762-0118-0
- 2007 год: Н. С. Лесков. Левша. М.: АСТ, 2007. ISBN 978-5-17-044952-1, ISBN 978-5-9713-5703-2, ISBN 978-985-16-2342-2